# Be 1
Be 1 est une chaîne de télévision de divertissement nationale privée belge à péage, créée en 2004 pour remplacer Canal+ Belgique.

## Historique
En octobre 2004, BeTV est créée, et remplace Canal+ Belgique. Le nouveau bouquet compte six chaînes : Be 1, Be 1+1h, Be Ciné 1, Be Ciné 2, Be Sport 1 et Be Sport 2.
Be 1 est passé en HD, depuis le 30 août 2010, sa programmation est revue en fonction du contenu disponible pour ce format de diffusion.
À partir du 31 mars 2010, Be 1 a laissé place à une nouvelle chaîne sur le câble analogique : VOO, cependant, les programmes en clair seront toujours diffusés sur cette nouvelle chaîne dans l'émission « Tout Be ». Le canal a été supprimé en mars 2016. Aujourd’hui, la chaine n’est plus disponible qu’en numérique.

### Identité visuelle (logo)

Première ère du premier logo (1988–1995)
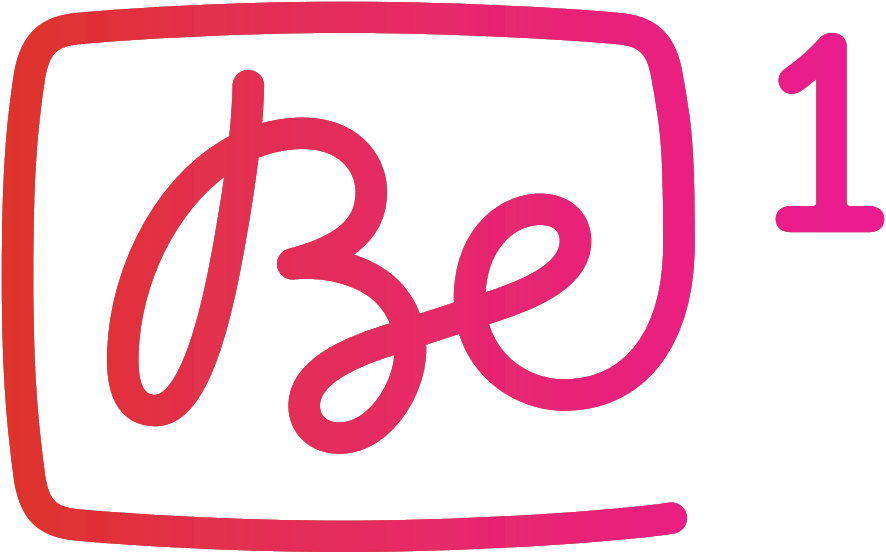
Nouvelle ère du nouveau logo (2004- )

## Programmes
Be 1 diffuse certains des programmes de Canal+ France :
- Clique

Les programmes propres de Be 1 :
- La boîte à cartoons

Les anciens programmes propres de Be 1 :
- Al Dente
- Fais pas le sorcier
- Ring Ring
- Tu ne l'as pas volée
- Mardi Champions League
- Mercredi Champions League
- WNBA
- L'Europe des 11 (déplacé sur VOOSport World)
- Saturday Foot Fever

Be 1 a diffusé certains programmes de Canal + :
- Le Journal du hard
- L'Effet Papillon
- Les Guignols de l'info
- Le Grand Journal
- Le Petit Journal
- Made in Groland
- Salut les terriens
- L'hebdo cinéma
- L'Effet papillon
- Happy Hour

## Programme en clair
Depuis ses débuts, encore sous Canal+, le mode de réception nécessitait un abonnement au câble en Belgique et au Luxembourg.
À cette époque, la chaîne diffusait également des programmes en clair, comme Le Grand Journal de Canal+, y compris au Luxembourg sur le réseau analogique,,. Toutefois, avec le passage au numérique au Luxembourg, Be 1 est devenue une chaîne entièrement cryptée.
Be 1 diffuse les programmes de Canal+ France dans ses plages en clair :
- Clique

Les plages en clair sont :
- Du lundi au vendredi entre 20h00 et 21h00

À la suite de l'arrêt du canal sur la télédistribution en mars 2016, les programmes en clair ne sont visible que via un décodeur numérique.
Les anciens programmes de Canal+ France dans ses tranches en clair :
- Le Grand Journal
- Le Petit Journal
- Les Guignols de l'info
- Made in Groland
- Salut les terriens
- L'hebdo cinéma
- L'Effet papillon
- Happy Hour

### Fin du clair
La rentrée 2018 est marquée par la fin du clair de Be 1. Les audiences de l’avant-soirée quotidienne faites de productions  de Canal+ (L'Info du vrai, par exemple) chutaient de mois en mois en France (de même, les plages en clair ne sont visibles que chez l'opérateur VOO).
Depuis la rentrée 2019, Be 1 reprend le clair avec l'émission Clique de Canal+ à 20h.
Les programmes en clair ne sont disponibles qu'en Belgique et ne sont pas accessibles au Luxembourg. Un abonnement aux chaînes est requis pour décrypter les programmes.

## Be 1 Home Of HBO
Be 1 diffuse le meilleur de la production HBO
(séries, films et documentaires).
- Lundi : Direct from HBO
- Jeudi : Jeudi Série HBO

## Diffusion
Be TV est diffusée en exclusivité sur le câble en Belgique et au Grand-Duché du Luxembourg.
Be 1 a arrêté la diffusion en clair de son signal analogique via les émetteurs de la RTBF, le 31 décembre 2009. Le passage à la TNT n'est pas prévu.
Be TV appartenant à VOO, les chaînes du groupe ne sont disponibles que sur cette plateforme et sur SFR Belux. Au Luxembourg sur le réseau câblé Eltrona, SFR Belux et Orange, mais aussi par ADSL chez l'opérateur POST et Luxembourg Online.
Depuis le 1er mars 2018, Be TV rend son offre disponible pour les clients Proximus Pickx.

## Audiences
Source : Centre d'Information sur les Médias.

### Audience globale
| 2011  | 2012  | 2013  | 2014   | 2015  |
| ----- | ----- | ----- | ------ | ----- |
| 0,3 % | 0,4 % | 0,3 % | 0,29 % | 0,2 % |

### Top 10 des programmes les plus regardés par année
Les programmes marqués d'un astérisque ont été diffusés en clair.
| 2016 | 2016                                           | 2016       | 2016                      | 2016           |
|      | Programme                                      | Date       | Nombre de téléspectateurs | Part de marché |
| ---- | ---------------------------------------------- | ---------- | ------------------------- | -------------- |
| 1    | Creed : L'Héritage de Rocky Balboa             | 19/11/2016 | 38 800                    | 2,3 %          |
| 2    | Le Petit Journal*                              | 10/02/2016 | 32 100                    | 1,8 %          |
| 3    | Ange et Gabrielle                              | 13/11/2016 | 30 600                    | 2,7 %          |
| 4    | Star Wars, épisode VII : Le Réveil de la Force | 16/11/2016 | 28 500                    | 2,9 %          |
| 5    | Prémonitions                                   | 08/10/2016 | 27 100                    | 1,8 %          |
| 6    | Les Nouvelles Aventures d'Aladin               | 05/11/2016 | 25 300                    | 1,4 %          |
| 7    | Bob l'éponge, le film : Un héros sort de l'eau | 29/06/2016 | 25 000                    | 1,6 %          |
| 8    | The Walking Dead                               | 31/10/2016 | 23 300                    | 1,4 %          |
| 9    | Salut les Terriens !                           | 27/02/2016 | 22 900                    | 1,6 %          |
| 10   | Magritte du cinéma*                            | 06/02/2016 | 22 500                    | 1,4 %          |

| 2015 | 2015                                   | 2015       | 2015                      | 2015           |
|      | Programme                              | Date       | Nombre de téléspectateurs | Part de marché |
| ---- | -------------------------------------- | ---------- | ------------------------- | -------------- |
| 1    | Salut les Terriens !                   | 24/01/2015 | 36 608                    | 2,2 %          |
| 2    | Cérémonie des César*                   | 20/02/2015 | 35 111                    | 3,1 %          |
| 3    | Le Petit Journal*                      | 07/01/2015 | 33 497                    | 1,7 %          |
| 4    | Supercondriaque                        | 24/01/2015 | 30 962                    | 1,7 %          |
| 5    | La semaine des Guignols*               | 31/05/2015 | 25 391                    | 1,4 %          |
| 6    | Le grand journal*                      | 06/05/2015 | 24 369                    | 1,4 %          |
| 7    | Captain America : Le Soldat de l'hiver | 03/01/2015 | 24 192                    | 1,4 %          |
| 8    | Made in Groland*                       | 02/05/2015 | 23 875                    | 1,5 %          |
| 9    | Magritte du cinéma*                    | 07/02/2015 | 22 057                    | 1,3 %          |
| 10   | Crimes de guerre                       | 25/01/2015 | 21 959                    | 1,2 %          |

| 2014 | 2014                            | 2014       | 2014                      | 2014           |
|      | Programme                       | Date       | Nombre de téléspectateurs | Part de marché |
| ---- | ------------------------------- | ---------- | ------------------------- | -------------- |
| 1    | Le Petit Journal*               | 18/04/2014 | 42 500                    | 2,8 %          |
| 2    | Oblivion                        | 22/02/2014 | 32 100                    | 1,9 %          |
| 3    | Salut les Terriens !            | 29/11/2014 | 31 800                    | 2,4 %          |
| 4    | Le Petit Journal de la semaine* | 23/11/2014 | 30 800                    | 1,9 %          |
| 5    | Cérémonie des César*            | 28/02/2014 | 29 900                    | 2,2 %          |
| 6    | La semaine des Guignols*        | 23/11/2014 | 28 900                    | 1,7 %          |
| 7    | Mentalist                       | 05/05/2014 | 27 500                    | 1,6 %          |
| 8    | Hôtel Transylvanie              | 03/01/2014 | 25 200                    | 1,5 %          |
| 9    | Skyfall                         | 04/01/2014 | 24 400                    | 1,5 %          |
| 10   | Le Petit Journal de Noël*       | 11/05/2013 | 25 919                    | 1,8 %          |

| 2013 | 2013                                         | 2013       | 2013                      | 2013           |
|      | Programme                                    | Date       | Nombre de téléspectateurs | Part de marché |
| ---- | -------------------------------------------- | ---------- | ------------------------- | -------------- |
| 1    | Le Petit Journal*                            | 17/12/2013 | 48 866                    | 2,5 %          |
| 2    | Le Hobbit : Un voyage inattendu              | 28/12/2013 | 40 310                    | 2,7 %          |
| 3    | Sur la piste du Marsupilami                  | 13/04/2013 | 38 156                    | 2,3 %          |
| 4    | Astérix et Obélix : Au service de Sa Majesté | 14/09/2013 | 28 678                    | 1,9 %          |
| 5    | La semaine des Guignols*                     | 17/03/2013 | 27 784                    | 1,5 %          |
| 6    | Cérémonie des César*                         | 22/02/2013 | 27 455                    | 2 %            |
| 7    | Madagascar 3                                 | 20/11/2013 | 27 227                    | 4,2 %          |
| 8    | Le Petit Journal de Noël*                    | 30/12/2013 | 26 435                    | 1,3 %          |
| 9    | Avengers                                     | 09/02/2013 | 26 230                    | 7,4 %          |
| 10   | Hunger Games                                 | 11/05/2013 | 25 919                    | 1,8 %          |

| 2012 | 2012                                   | 2012       | 2012                      | 2012           |
|      | Programme                              | Date       | Nombre de téléspectateurs | Part de marché |
| ---- | -------------------------------------- | ---------- | ------------------------- | -------------- |
| 1    | Rien à déclarer                        | 01/01/2012 | 70 529                    | 3,8 %          |
| 2    | Johnny English Reborn                  | 03/11/2012 | 54 207                    | 3,1 %          |
| 3    | Cérémonie des César*                   | 24/02/2012 | 52 419                    | 3,7 %          |
| 4    | Mission impossible : Protocole Fantôme | 24/11/2012 | 42 591                    | 2,8 %          |
| 5    | Hollywoo                               | 08/12/2012 | 42 144                    | 3 %            |
| 6    | Le Petit Journal*                      | 08/10/2012 | 37 741                    | 2,1 %          |
| 7    | Bienvenue à bord                       | 18/11/2012 | 35 373                    | 2 %            |
| 8    | The Artist                             | 17/11/2012 | 33 438                    | 2,1 %          |
| 9    | La véritable histoire de Faux contact* | 25/11/2012 | 33 220                    | 1,7 %          |
| 10   | Le grand journal*                      | 05/03/2012 | 32 380                    | 1,7 %          |

| 2011 | 2011                                               | 2011       | 2011                      | 2011           |
|      | Programme                                          | Date       | Nombre de téléspectateurs | Part de marché |
| ---- | -------------------------------------------------- | ---------- | ------------------------- | -------------- |
| 1    | Cérémonie des César*                               | 25/02/2011 | 67 057                    | 4,7 %          |
| 2    | Le Petit Journal de la semaine*                    | 18/12/2011 | 41 663                    | 2,4 %          |
| 3    | La semaine des Guignols*                           | 20/11/2011 | 40 329                    | 2,1 %          |
| 4    | Cannes - Cérémonie de clôture*                     | 22/05/2011 | 38 907                    | 2,9 %          |
| 5    | Le Petit Journal*                                  | 15/09/2011 | 35 916                    | 2,2 %          |
| 6    | Camping 2                                          | 02/07/2011 | 33 816                    | 2,5 %          |
| 7    | Les Guignols de l'info*                            | 09/01/2011 | 27 228                    | 1,4 %          |
| 8    | Le grand journal*                                  | 12/12/2011 | 27 083                    | 1,4 %          |
| 9    | Football : Ligue des champions : Studio            | 05/04/2011 | 26 364                    | 1,4 %          |
| 10   | Le grand journal : Cannes - Cérémonie d'ouverture* | 11/05/2011 | 25 949                    | 2 %            |

Tous les téléspectateurs de 4 ans et plus, plus d'éventuels invités. Durée des programmes supérieure à 15 minutes.
À partir de 2017, Be 1 ne participe plus à l'étude CIM TV. Le Centre d'Information sur les Médias ne dispose dès lors plus de données pour la chaîne.